# NGC 1342
NGC 1342 је расејано звездано јато у сазвежђу Персеј које се налази на NGC листи објеката дубоког неба.
Деклинација објекта је + 37° 22' 36" а ректасцензија 3h 31m 38,0s. Привидна величина (магнитуда) објекта NGC 1342 износи 6,7. NGC 1342 је још познат и под ознакама OCL 401.